# Thomas d’Angleterre
Thomas d’Angleterre (auch Thomas von Bretagne, Thomas von Britannien und Thomas de Bretagne; um 1170) war ein altfranzösischer höfischer Autor.

## Der „Thomas-Tristan“
Der Name eines „Thomas“ verbindet sich mit einer der ersten erhaltenen Bearbeitungen des Tristan-und-Isolde-Stoffes.
Wohl in den 1170er Jahren entstanden die beiden ältesten, allerdings nur unvollständig überlieferten romanartigen Versionen des Stoffes: die des als Person ansonsten gänzlich unbekannten Thomas und die eines ebenfalls nicht näher bekannten Spielmannes namens Béroul (siehe unten). Ein vielleicht um 1160–1170 von Chrétien de Troyes verfasster Tristan-Roman ist verloren, der Lai Chevrefoil der Marie de France, eine Tristan-Isolde-Novelle, datiert ebenfalls von ca. 1170. Sowohl Thomas als auch Béroul griffen offensichtlich auf ältere, etwas unterschiedliche Texte zurück. Thomas nennt als eine seiner Quellen einen Tristan-Roman eines Breri, von dem aber nichts erhalten ist.
Manche vermuten, dass Thomas sein Werk für den englischen Hof schrieb, da an einer Stelle London als große, blühende Stadt genannt wird. In den altfranzösischen Handschriften nennt der Autor sich nur Thomas, ohne Herkunftsangabe; Gottfried von Straßburg nennt ihn Thomas von Britanje. Britanje kann sowohl die Bretagne als auch Britannien (England) bedeuten; Gottfried nennt allerdings nur die Bretagne so. Von England erwähnt Gottfried, dass es früher ebenfalls Britannien geheißen habe, aber seit der Eroberung durch die Sachsen nicht mehr so, sondern England heiße. Nach Gottfrieds Sprachgebrauch müsste Thomas also ein Bretone gewesen sein. Der Thomas-Tristan bezeugt gute geographische Kenntnisse des Autors auf beiden Seiten des Kanals, so dass eine Entscheidung nicht möglich ist. Dem englischen Hof gegenüber kritisch eingestellt, aber doch von ihm abhängig waren vor allem Höfe im heutigen Nordfrankreich. Die kämen als Mäzene für Thomas also in Frage, ähnlich wie für Chrestien de Troyes. Jedenfalls gehörte Thomas dem Französisch sprechenden anglo-normannischen Kulturkreis an. Der Beiname d’Angleterre ist nicht authentisch, sondern wurde von Forschern vergeben, die meinen, die Bezeichnung Londons als großer Stadt spreche dafür, dass Thomas Engländer gewesen sei. Mindestens ebenso gut möglich ist allerdings, dass Thomas Bretone war, nur auf einer Reise nach London kam und davon beeindruckt war. Insgesamt sind vom Thomas-Tristan in fünf verschiedenen Handschriften acht Fragmente mit zusammen gut 3000 Versen aus dem letzten Drittel der Handlung erhalten (Tristans Heirat mit der nur als Ersatz betrachteten namensgleichen Isolde Weißhand, einige weitere Abenteuer Tristans und sein tragisches Ende), sowie ein Fragment (Fragment Carlisle) aus einem früheren Teil des Werkes, das knapp nach der Einnahme des Liebestrankes beginnt und in der betrügerischen Hochzeitsnacht Isoldes mit Marke endet.
Bérouls Roman, der vielleicht gegen 1180 entstand, ist in einer einzigen Handschrift überliefert, die knapp 4500 Verse des Mittelstücks enthält (Tristans und Isoldes heimliche Liebe am Hof von König Marke, der Tristans Onkel und Isoldes Ehemann ist; die Entdeckung ihres Verhältnisses; Tristans Flucht; Isoldes Verurteilung und ihre Rettung durch Tristan; das gemeinsame Leben der beiden allein in einer Laubhütte im Wald; ihre schließliche Rückkehr an den Hof; Tristans Wiederaufnahme durch Marke und sein Aufbruch ins Exil).
Die Gesamthandlung des Thomas’schen Romans kennen wir dank einer stark raffend erzählenden altnordischen Prosa-Übertragung von 1226, der Tristrams saga ok Ísondar eines Bruder Robert am Hof des norwegischen Königs Hákon IV. Hákonarson, und dadurch, dass Gottfried von Straßburg ca. 1210 seinen (allerdings unvollendet gebliebenen) Tristan auf der Basis von Thomas’ Text verfasste. Auch der mittelenglische Sir Tristrem beruht auf dem Thomas-Tristan, doch bearbeitet er freier als die Saga; außerdem fehlt in ihm der Schluss. Dem Werk Bérouls wiederum entspricht in einigen Szenen, ohne dessen direkte Übertragung oder Bearbeitung zu sein, der in toto erhaltene Tristrant des Eilhart von Oberg (ca. 1170–1200).
In Frankreich kompilierte um 1230 bis 1235 ein unbekannter Autor (oder mehrere Autoren?) den sog. Tristan en prose, einen sehr umfänglichen Prosaroman, der bis ins 16. Jahrhundert hinein gelesen wurde. Das in zahlreichen Handschriften und leicht divergierenden Versionen überlieferte Werk verbindet den Tristan-Stoff mit anderen Stoffen, vor allem dem König-Artus-Stoff und macht Tristan zum dicht- und sangeskundigen Ritter der Tafelrunde.
Der Tristan-Isolde-Stoff stammt nicht, wie man als Deutscher und Wagnerianer glauben könnte, aus der germanischen Sagenwelt, sondern aus der walisisch-schottisch-britannischen, d. h. der sogenannten matière de Bretagne, aus der in der zweiten Hälfte des 12. Jahrhunderts viele Stoffe und Motive in die französische Literatur eingeflossen sind.